# Christian Kabasele
Christian Kabasele (Lubumbashi, 24 februari 1991) is een Belgische voetballer van Congolese afkomst die doorgaans als centrale verdediger speelt. Hij tekende in juli 2023 een contract bij Udinese. Kabasele debuteerde in 2016 in het Belgisch voetbalelftal.

## Carrière
Kabasele debuteerde in het seizoen 2008/09 in het betaald voetbal in het shirt van KAS Eupen. Hiermee was hij twee seizoenen actief in de Tweede klasse en speelde hij zelf zes wedstrijden. Hij debuteerde in het seizoen 2010/11 voor Eupen in de Eerste klasse. Hierin kwam tot aan de winterstop aan drie wedstrijden. Eupen verhuurde Kabasele begin 2011 voor een half seizoen aan KV Mechelen. Hij maakte hier zijn eerste goal in zijn profcarrière. In totaal kwam hij in dat halve seizoen aan één goal in vier wedstrijden.
Kabasele kwam gedurende het seizoen 2011/12 uit voor PFK Ludogorets, dat hem definitief overnam van Eupen. Hij kwam hier aan drie goals in elf wedstrijden. Hij won de Bulgaarse voetbalbeker met de club en werd Bulgaars landskampioen.
Na een proefperiode tekende Kabasele voor aanvang van het seizoen 2012/13 opnieuw bij KAS Eupen, op dat moment weer actief in de Tweede klasse. Hij speelde dit seizoen 26 wedstrijden en scoorde vier keer. De club probeerde hem in het seizoen 2013/14 uit als centrale verdediger, een positie waarop hij daarna bleef spelen.
Kabasele tekende op 9 januari 2014 een vierjarig contract bij KRC Genk. Hij maakte het seizoen wel af bij Eupen, zodat hij op 1 juli 2014 transfervrij naar Genk kon vertrekken. Hij moest bij Genk de vervanger worden van Kalidou Koulibaly, die naar SSC Napoli vertrok. Kabasele maakte zijn debuut voor Genk tegen Cercle Brugge. Zijn eerste goal maakte hij in een wedstrijd tegen Lierse SK. Nadat Kara Mbodj in het seizoen 2015/16 vertrok naar RSC Anderlecht, kreeg hij Sebastien Dewaest naast zich centraal in de defensie.
Kabasele tekende in juli 2016 een contract tot medio 2021 bij Watford, op dat moment actief in de Premier League. Dat betaalde circa €7.100.000,- voor hem aan KRC Genk. Op 27 augustus 2016 debuteerde hij in de Premier League in de thuiswedstrijd tegen Arsenal. Arsenal maakte in de eerste helft al meteen drie doelpunten en Kabasele werd na 52 minuten vervangen voor de meer offensieve Darryl Janmaat.

## Clubstatistieken
| Seizoen | Club           | Land               | Competitie         | Competitie | Competitie | Beker | Beker | Internationaal | Internationaal | Totaal | Totaal |
| Seizoen | Club           | Land               | Competitie         | Wed.       | Dlp.       | Wed.  | Dlp.  | Wed.           | Dlp.           | Wed.   | Dlp.   |
| ------- | -------------- | ------------------ | ------------------ | ---------- | ---------- | ----- | ----- | -------------- | -------------- | ------ | ------ |
| 2008/09 | KAS Eupen      | Vlag van België    | Exqi League        | 5          | 0          | 0     | 0     | —              | —              | 5      | 0      |
| 2009/10 | KAS Eupen      | Vlag van België    | Exqi League        | 2          | 0          | 0     | 0     | —              | —              | 2      | 0      |
| 2010/11 | KAS Eupen      | Vlag van België    | Jupiler Pro League | 3          | 0          | 2     | 0     | —              | —              | 5      | 0      |
| 2010/11 | → KV Mechelen  | Vlag van België    | Jupiler Pro League | 4          | 1          | 0     | 0     | —              | —              | 4      | 1      |
| 2011/12 | PFK Ludogorets | Vlag van Bulgarije | Parva Liga         | 11         | 3          | 0     | 0     | —              | —              | 11     | 3      |
| 2012/13 | KAS Eupen      | Vlag van België    | Belgacom League    | 26         | 4          | 0     | 0     | —              | —              | 26     | 4      |
| 2013/14 | KAS Eupen      | Vlag van België    | Belgacom League    | 28         | 2          | 1     | 0     | —              | —              | 29     | 2      |
| 2014/15 | KRC Genk       | Vlag van België    | Jupiler Pro League | 34         | 2          | 1     | 0     | —              | —              | 35     | 2      |
| 2015/16 | KRC Genk       | Vlag van België    | Jupiler Pro League | 42         | 4          | 4     | 1     | —              | —              | 46     | 5      |
| 2016/17 | Watford FC     | Vlag van Engeland  | Premier League     | 16         | 2          | 2     | 1     | —              | —              | 18     | 3      |
| 2017/18 | Watford FC     | Vlag van Engeland  | Premier League     | 28         | 2          | 3     | 0     | —              | —              | 31     | 2      |
| 2018/19 | Watford FC     | Vlag van Engeland  | Premier League     | 21         | 0          | 2     | 0     | —              | —              | 23     | 0      |
| 2019/20 | Watford FC     | Vlag van Engeland  | Premier League     | 27         | 0          | 4     | 0     | —              | —              | 31     | 0      |
| 2020/21 | Watford FC     | Vlag van Engeland  | Championship       | 17         | 1          | 1     | 0     | —              | —              | 18     | 1      |
| 2021/22 | Watford FC     | Vlag van Engeland  | Premier League     | 16         | 0          | 1     | 0     | —              | —              | 17     | 0      |
| 2022/23 | Watford FC     | Vlag van Engeland  | Championship       | 21         | 0          | 0     | 0     | —              | —              | 21     | 0      |
| 2023/24 | Udinese        | Vlag van Italië    | Serie A            |            |            |       |       |                |                |        |        |
| Totaal  | Totaal         | Totaal             | Totaal             | 301        | 21         | 21    | 2     | 0              | 0              | 322    | 23     |

## Nationale ploeg
Kabasele werd op 30 mei 2016 opgenomen in de selectie van het Belgisch voetbalelftal voor het Europees kampioenschap voetbal 2016. Dit was zijn eerste oproep voor de nationale ploeg. Hij kwam hiervoor in aanmerking na het geblesseerd uitvallen van Vincent Kompany, Björn Engels en Nicolas Lombaerts. Kabasele kwam tijdens het toernooi niet in actie. Kabasele debuteerde op 9 november 2016 als international, tijdens een oefeninterland in en tegen Nederland in de Amsterdam ArenA (1–1).

## Interlands
| Interlands van Christian Kabasele | Interlands van Christian Kabasele | Interlands van Christian Kabasele | Interlands van Christian Kabasele | Interlands van Christian Kabasele | Interlands van Christian Kabasele | Interlands van Christian Kabasele |
| Nr.                               | Datum                             | Wedstrijd                         | Uitslag                           | Soort wedstrijd                   | Doelpunten                        |                                   |
| Als speler bij Watford            | Als speler bij Watford            | Als speler bij Watford            | Als speler bij Watford            | Als speler bij Watford            | Als speler bij Watford            | Als speler bij Watford            |
| --------------------------------- | --------------------------------- | --------------------------------- | --------------------------------- | --------------------------------- | --------------------------------- | --------------------------------- |
| 1.                                | 10 oktober 2016                   | Nederland – België                | 1 – 1                             | Vriendschappelijk                 | -                                 |                                   |
| 2.                                | 14 november 2017                  | België – Japan                    | 1 – 0                             | Vriendschappelijk                 | -                                 |                                   |
| Totaal \| \|0                     |                                   |                                   |                                   |                                   |                                   |                                   |

Bijgewerkt op 14 november 2019.

## Erelijst
| Bulgaarse voetbalbeker | 1x | 2012 |
| Bulgaars kampioen      | 1x | 2012 |

## Trivia
- In het magazine 'Fan' van 6 september 2014 ontkende hij dat hij familie zou zijn van Nathan Kabasele en diens oom Dieumerci Mbokani.